# Paenui Fagota
Paenui Fagota, né le 28 août 1978, est un footballeur international tuvaluan qui évolue au poste d'attaquant. Il a été joueur de volley-ball.

## Biographie

### Avec l'équipe nationale des Tuvalu
Il joue avec la sélection des Tuvalu, obtenant sept capes. Il participe aux Jeux du Pacifique Sud de 2003, jouant quatre matchs, inscrivant un but à la soixante-quinzième minute contre les Kiribati ; puis lors des Jeux du Pacifique Sud de 2007 aux Samoa. Il joue trois des quatre matchs des Tuvalu dans ce tournoi, comme attaquant, mais pas contre les îles Cook. 
Il participe aux Jeux du Pacifique de 2011, avec l'équipe de volley-ball, en compagnie de Jay Timo. Cependant, il connaît quatre défaites en quatre matchs, terminant avec son équipe à la dernière place.